# Aunacario de Auxerre
San Aunario, o Aunacario (en francés, Aunaire, Aunachaire, Anachaire; 573-603), fue obispo de Auxerre durante el siglo VI. Es venerado como santo por la Iglesia católica y la Iglesia ortodoxa. 

## Biografía
De cuna noble, fue llevado a la corte de Gontrán I, pero fue nombrado obispo y fue ordenado por San Siagrio de Autun.
Durante su obispado, se tomaron medidas disciplinares para establecer reglas morales y religiosas durante la época Merovingia. Hizo letanías solemnes diarias en los principales centros de población, y el primer día de cada mes en las grandes ciudades y monasterios del obispado.
Hizo regular su asistencia a diario en el Oficio Divino tanto por parte tanto del clero regular como el secular. Llevó a cabo (681 o 585) un importante Concilio de los cuatro obispos, siete abades, treinta y cinco sacerdotes y cuatro diáconos para la restauración de la disciplina eclesiástica y la supresión de las supersticiones paganas. Sus predecesores Amador y Germán escribieron su vida.

## Veneración
Aunario fue enterrado en Auxerre, donde fue venerado. Sus restos fueron enterrados con oro en el pecho, pero fueron dispersados en parte por los hugonotes en 1567. Una parte de estos restos, sin embargo, fueron colocados en el pilar hueco de una cripta donde se guarda.